# 친자검사
친자검사는 부모와 자식의 유전자를 비교하여 친자관계를 확인하는 검사이다. 강제인지나 친자관계를 부인하는데 쓰인다. 최근에는 부모중 한쪽이 빠진 경우에도 그 부모에 대한 친자검사가 이뤄진다.

## 역사
친자검사의 최초의 형태는 아이와 (그 아이의 부모로 주장되는) 인물의 혈액형의 판정으로서, 1900년대 초에 발견된 혈액형이 과학자들에 의해 유전 상속을 인지하게 된 이후로 1920년대에 가능하게 되었다.국내에서는
2000년대 초반부터 전문적인 기관이 생겨나기 시작하면서 본격화 되었고, 드라마의 단골 소재로 친자확인이 필수로 등장하면서 대중들에게 많이 알려졌다. 또한 초창기에 백만원대 였던 검사비용이 이제는 일인당 10-20만원대로
저렴해 지면서 그 수요가 매년 늘어나고 있는 추세이다. 특히 개인확인용 친자확인검사가 많이 늘어났지만, 공공기관제출용도 꾸준히 늘어나고 있는 추세이다. 공공기관 제출용은 보통 출입국사무소나 의료보험공단, 법원 등에서 많이 요구된다. 이런 공공기관 제출용 친자확인검사는 꼭 KOLAS 콜라스 즉 국가공인시험기관 인증이 있는 곳에서 해야만 그 친자확인검사의 결과지가 인정받는다. 

## 법적 문제

### 미국
미국에서 친자검사는 완전히 합법이며, 아버지는 어머니의 동의나 이해를 구하지 않고도 자녀에 대한 친자검사를 할 수 있다.

### 캐나다
개인용 친자검사 키트의 구매가 가능하다. 캐나다 표준화 위원회는 연구소가 ISO 17025 승인을 받는 경우에 한해 캐나다의 친자 검사를 규제한다.

### 필리핀
개인적 지식을 위한 친자 검사는 합법이며, AABB- 및 ISO 17025 인증 연구소의 대표들로부터 오는 우편을 통해 가정용 테스트 킷의 이용이 가능하다.

### 중국
중국에서 친자 검사는 자신의 아이가 정말 자신의 아이인지 의심하는 아버지에게만 법적으로 허용된다.

## 같이 보기
- 모자이크 (유전학)